# Matija Žumer
Matija Žumer, slovenski inženir kemije in metalurg, * 4. januar 1901, Železniki, † 28. julij 1957, Ljubljana.

## Življenje in delo
Matija Žumer, sin Matije Žumerja st. in njegove žene Marije Čemažar ter brat sindikalnega voditelja Srečka Žumra in inženirja Lojzeta Žumra, je gimnazijo obiskoval v Kranju (1911–1919). Od jeseni 1919 je v Ljubljani na Tehniški fakulteti študiral kemijo in 1925 diplomiral. Leta 1927 je v Grenoblu poslušal tečaje iz metalurgije na politehnični šoli. V letih 1932–1934 študiral metalurgijo na montanistični visoki šoli v Leobnu in 1935 doktoriral na Tehniški fakulteti v Ljubljani z disertacijo O pralnosti jugoslovanskih premogov. Po zaposlitvah v kemijski (tovarni mila v Šibeniku) in rudarsko-metalurški stroki (Rudarska združba Trojana v Izlakah, premogovnik v Velenju, železarna v Varešu) je jeseni 1932  postal honorarni asistent na inštitutu za separiranje Tehniške fakakultete v Ljubljani, kjer je vodil kabinet za fužinarstvo, 1934 bil imenovan za honorarnega predavatelja na rudarskem oddelku za predmet enciklopedija fužinarstva, 1937 za docenta (predmet metalografija), 1946 za izrednega in 1951 za rednega profesorja za predmeta metalografija in osnove metalurgije. Bil je tudi predstojnik katedre za metalografijo in prodekan Tehniške fakultete (1948–1950). Objavil je več strokovnih in znanstvenih člankov. Nazadnje se je posvečal predvsem vprašanjem difuzije in rekristalizacije v kovinah.